# القهوة السوداء (مسرحية)
القهوة السوداء (بالإنجليزية: Black Coffee)‏ هي مسرحية من إنشاء وتأليف كاتبة الروايات البوليسية أجاثا كريستي (1890 - 1976) وقد تم إنتاج المسرحية في البداية في عام 1930. والتي أثبتت مستقبل كريستي المهني ككاتبة.
اقتبست المسرحية إلى رواية بواسطة تشارلز أوسبورن عام 1998 تحت نفس الاسم القهوة السوداء.

## نبذة قصيرة
اُستُدعيَ هيركيول بوارو وصديقه آرثر هستنغز لزيارة عالم الفيزياء الشهير السير كلود أموري ولكن يكتشفون عند وصولهم أنه قد قُتل. وتدور الأحداث مع بوارو لاستنتاج أي من الضيوف أو أفراد العائلة هو القاتل.